# Dystrykt Qacha’s Nek
Dystrykt Qacha’s Nek – jest jednym z 10 dystryktów w Lesotho.
W dystrykcie Qacha’s Nek, tuż przy granicy z Republiką Południowej Afryki, znajduje się Park Narodowy Sehlabathebe, który wraz z południowoafrykańskim Parkiem uKhahlamba-Drakensberg tworzy wpisany na listę światowego dziedzictwa UNESCO Park Maloti-Drakensberg.